# الیوم السابع
الیوم السابع (عربی: اليوم السابع) یک روزنامه مستقل مصری است که اولین شماره آن در سال ۲۰۰۸ منتشر شد که به صورت هفتگی انتشار می‌یافت ولی از ۳۱ مه ۲۰۱۱ انتشار آن به صورت روزانه شد. الیوم السابع یک روزنامه سیاسی اقتصادی است و از میان صاحبان آن می‌توان به احمد ابو هشیمه و علاء الکحکی اشاره نمود که همزمان صاحب کانالهای تلویزیونی النهار۲ و النهار۱ می‌باشند و علی‌رغم اینکه روزنامه اعلام کرده‌است که صاحبان آن در سیاست روزنامه دخالتی ندارند ولی بعد از انقلاب ۲۵ ژانویه شایعاتی حول دخالتهای آنان در بعضی موارد براساس تمایلات سیاسی آن‌ها وجود داشته‌است. این موضوعی بود که هربار روزنامه آن را انکار کرده‌است.
مدیر روزنامه ولید مصطفی حسن و سردبیر آن خالد صلاح است. دفتر اصلی روزنامه در منطقه مهندسین در استان جیزه مصر است.

## وب سایت
سایت الیوم السابع به عنوان یکی از ۱۰ سایت برتر به‌لحاظ بینندگان مصری بر اساس ارزیابی سایت الکسا محسوب می‌شود و رتبه ۵ را در این رابطه دارد. این سایت اخبار، پوشش دادن به خبرها، دادن امکان ارائه آراء و نظرات و خدمات پست الکترونیکی را فراهم می‌کند.